# Choroba Pelizaeusa-Merzbachera
Choroba Pelizaeusa-Merzbachera (ang. Pelizaeus-Merzbacher disease, PMD) – jedna z leukodystrofii, rzadka, uwarunkowana genetycznie. Jednostkę chorobową jako pierwsi opisali Friedrich Pelizaeus w 1885 roku i Ludwig Merzbacher w 1909.

## Etiologia
Podłożem choroby jest znaczne obniżenie stężenia lub brak syntezy jednego z głównych białek osłonki mielinowej białka proteolipidu (proteolipid protein, PLP). W prawidłowych warunkach zasadowe białko mieliny (MBP) i białko proteolipidu stanowią około 80% składu mieliny. Choroba jest dziedziczona w sposób sprzężony z chromosomem X i tylko dla takiej postaci dziedziczenia zarezerwowany jest eponim „choroba Pelizaeusa-Merzbachera”. Pozostałe opisywane w przeszłości przypadki o nieznacznie odmiennym obrazie klinicznym i o innym niż sprzężone z chromosomem X dziedziczeniu wykluczono z tego określenia. Gen o lokalizacji Xq22 koduje dwa białka (PLP i DM20). Powstają one na drodze tzw. alternatywnego składania mRNA. We wczesnej fazie życia zarodkowego i płodowego silniej ulega ekspresji gen białka DM20 w komórkach pierwotnych gleju. Ekspresja białka PLP zachodzi nieco później w okresie tworzenia się mieliny.

## Objawy kliniczne i przebieg
Choroba objawia się ataksją, wzmożonym napięciem kończyn, otępieniem i upośledzeniem rozwoju somatycznego. Schorzenie wywoływane jest przez mutacje w genie PLP kodującym białko proteolipidowe-1. Choroba Pelizaeusa-Merzbachera dziedziczona jest w sposób sprzężony z chromosomem X.